# Palitana
Palitana fou un estat tributari protegit a l'agència de Kathiawar, presidència de Bombai, amb una superfície de 749 km², limitat al sud per Baroda i pels altres tres vents amb territori de Bhavnagar. El riu Shetrunji i els seus afluents Rajaval i Khari, passaven per l'estat.
La població de l'estat era:
- 1872: 51.476
- 1881: 49.271
- 1891: 60.848
- 1901: 52.856 (baixada per la fam de 1899-1900)

Els hindús eren 44.456, els musulmans 4.328, i els jains 4.047. L'única ciutat i municipalitat era la capital Palitana (ciutat) i hi havia 90 pobles. Dins del Kathiawar era estat de segona classe i pagava un tribut de 10.364 rúpies conjuntament al nawab de Junagarh i al Gaikwar de Baroda. Disposava el 1905 d'un petit exèrcit de 113 homes incloent els policies a peu i a cavall.

## Història
La família reial descendia de Shahji, segon fill de Sejakji, sobirà de Bhaunagar; el fill gran de Sekaji va governar a Bhaunagar i el fill tercer a Lathi. El governant de Palitana va signar els acords amb els britànics el 1807. La dinastia va tenir un conflicte durant anys amb els jainistes sobre el control del turó sagrat de Shetrunja, cobert de temples jainistes i on arribaven molts peregrins; es creu que molts anys abans que els rajputs gohels s'establissin al Gujarat els jainistes ja tenien culte a Shetrunja i foren respectats pels emperadors i virreis mogols i finalment el príncep Murad Baksh (1650) va concedir el districte sencer a Santi Das el Joyer i als seus hereus. Santi Das va facilitar diners a Murad Baksh per la guerra que va fer junt amb el príncep Aurangzeb (1658) contra Dara, al que va derrotar a Agra i va assolir el tron mogol. No fou fins al segle XVIII, mab la decadència mogol, que Palitana va caure en mans dels rajputs gohels, sota un cap que era tributari del Gaikwar de Baroda, però la muntanya fou vista com un lloc religiós i va quedar sota protecció del raja, i per aquesta protecció els shrawaks o sarawaks (mercaders jainistes) pagaven una quantitat anual sobre la qual hi havia diferències.
El conflicte el va arbitrar el major Keatinge el 1863, i es va acordar que els representants de la comunitat jainista havien de pagar deu mil rúpies l'any per deu anys, en lloc de dos rúpies per pelegrí com abans; una revisió podria ser demanada per qualsevol de les dues parts passats els deu anys; el raja va demanar la revisió el 1879 i es va començar a comptar als peregrins el 23 d'abril de 1880 i finalment es va acordar un pagament de 15.000 rúpies des de 1886. La decisió garantia al raja la sobirania i als jainistes el culte i l'aillament del turó. El raja va rebre dret a salutació de nou canonades i sanad autoritzant l'adopció.

## Llista de thakurs
- Thakur Sahib SEJAKI 1194-1226 (thakur de Sejakpur 1194-1254)
- Thakur Sahib SHAHJI SEJAKI 1226-1246 (fill)
- Thakur Sahib SARTANJI SHAHJI 1246-1250
- Thakur Sahib ARJANJI SARTANJI 1250-1300
- Thakur Sahib NONGHANJI I ARJANJI 1300-1360
- Thakur Sahib JASAJI NONGHANJI 1360-1400
- Thakur Sahib BANAJI JASAJI 1400-1455
- Thakur Sahib SAVAJI I BANAJI 1455-1487
- Thakur Sahib HADAJI SAVAJI 1487-1519
- Thakur Sahib KANDHAJI I HADAJI 1519-1579
- Thakur Sahib NONGHANJI II KANDHAJI 1579-?
- Thakur Sahib ARJANJI II NONGHANJI
- Thakur Sahib KANDHAJI II ARJANJI
- Thakur Sahib SAVAJI II KANDHAJI
- Thakur Sahib SARTANJI I SAVAJI
- Thakur Sahib KANDHAJI III SARTANJI ?-1697
- Thakur Sahib PRITHVIRAJJI KANDHAJI 1697-1734
- Thakur Sahib NONGHANJI III PRITHVIRAJJI 1734-?
- Thakur Sahib SARTANJI II NONGHANJI ?-1766 (fill)
- Thakur Sahib UNADJI NONGHANJI 1770-1820 (germà)
- Thakur Sahib KANDHAJI IV UNADJI 1820-1840 (fill)
- Thakur Sahib NONGHANJI IV KANDHAJI 1840/1860 (fill)
- Thakur Sahib PRATAPSINHJI NONGHANJI 1860 (8 mesos) (fill)
- Thakur Sahib SURSINHJI PRATAPSINHJI 1860-1885 (fill)
- Thakur Sahib Shri Sir MANSINHJI SURSINHJI 1885-1905 (fill)
- Thakur Sahib Shri BAHADURSINHJI MANSINHJI 1905-1949 (+ abans de 1971)